# Limnophora morobensis
Limnophora morobensis är en tvåvingeart som beskrevs av Shinonaga 2005. Limnophora morobensis ingår i släktet Limnophora och familjen husflugor. Inga underarter finns listade i Catalogue of Life.